# John Batman

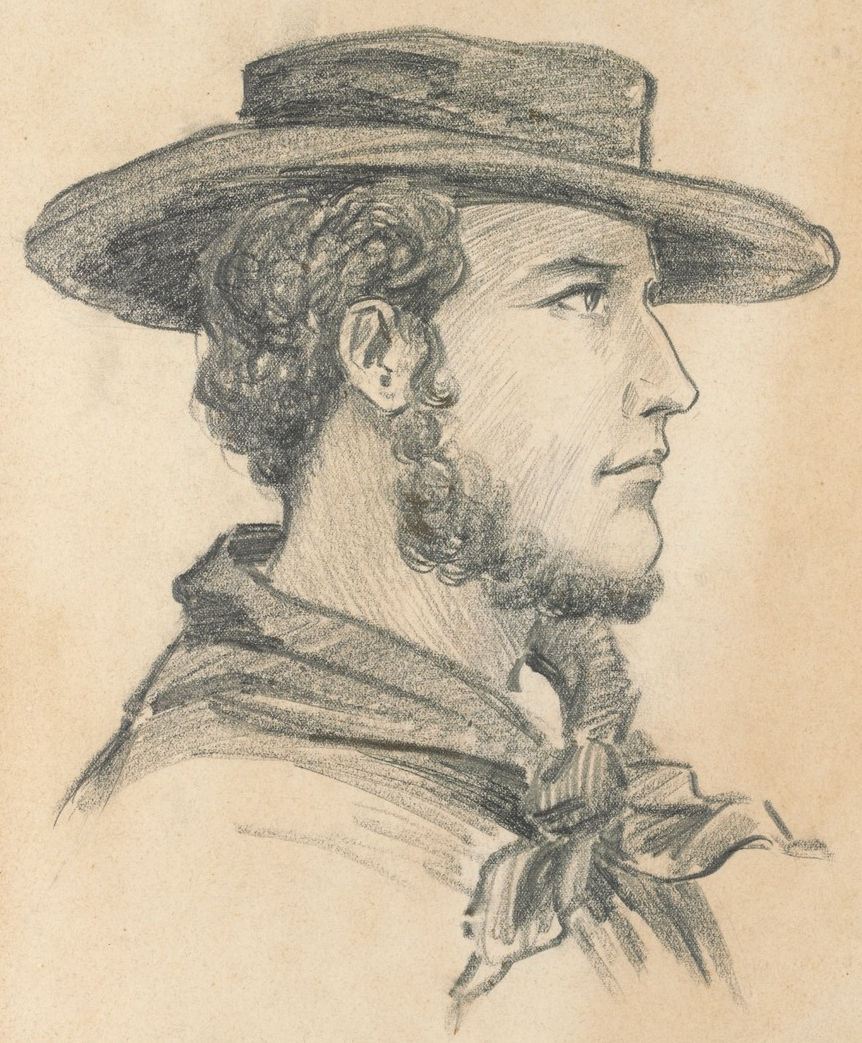
John Batman

John Batman, född 21 januari 1801 i Parramatta vid Sydney, död 6 maj 1839 i Melbourne, var en australisk nybyggare, grundläggare av det kolonisamhälle, ur vilket delstaten Victoria framvuxit.
Batman reste 1821 som nybyggare till Van Diemen's Land (Tasmanien) och ledde därifrån 1835 en expedition till trakten av Port Phillip. Dessförinnan hade han bildat ett kolonisationsbolag (Port Phillip Association), vilket genom förhandlingar med aboriginerna skulle försöka skaffa sig ett jordområde. 
Batman köpte i juni 1835 av några hövdingar omkring 600 000 acres betesmarker, där nu städerna Melbourne och Geelong ligger. Priset utgjordes av bland annat några knivar, yxor, skjortor och kikare samt löfte om årlig avgift i form av liknande artiklar, och ett i brittiska juridiska former avfattat köpekontrakt uppsattes. Myndigheterna i New South Wales bestred emellertid köpets giltighet, och Batmans bolag måste 1836 nöja sig med att uppge sina anspråk mot 7 000 pund sterling i ersättning för omkostnaderna vid företaget. Kolonisationsförsöket ledde emellertid till grundandet av staden Melbourne (1837). Batman erhöll 1833 diagnosen syfilis.